# Schloss Wildbad

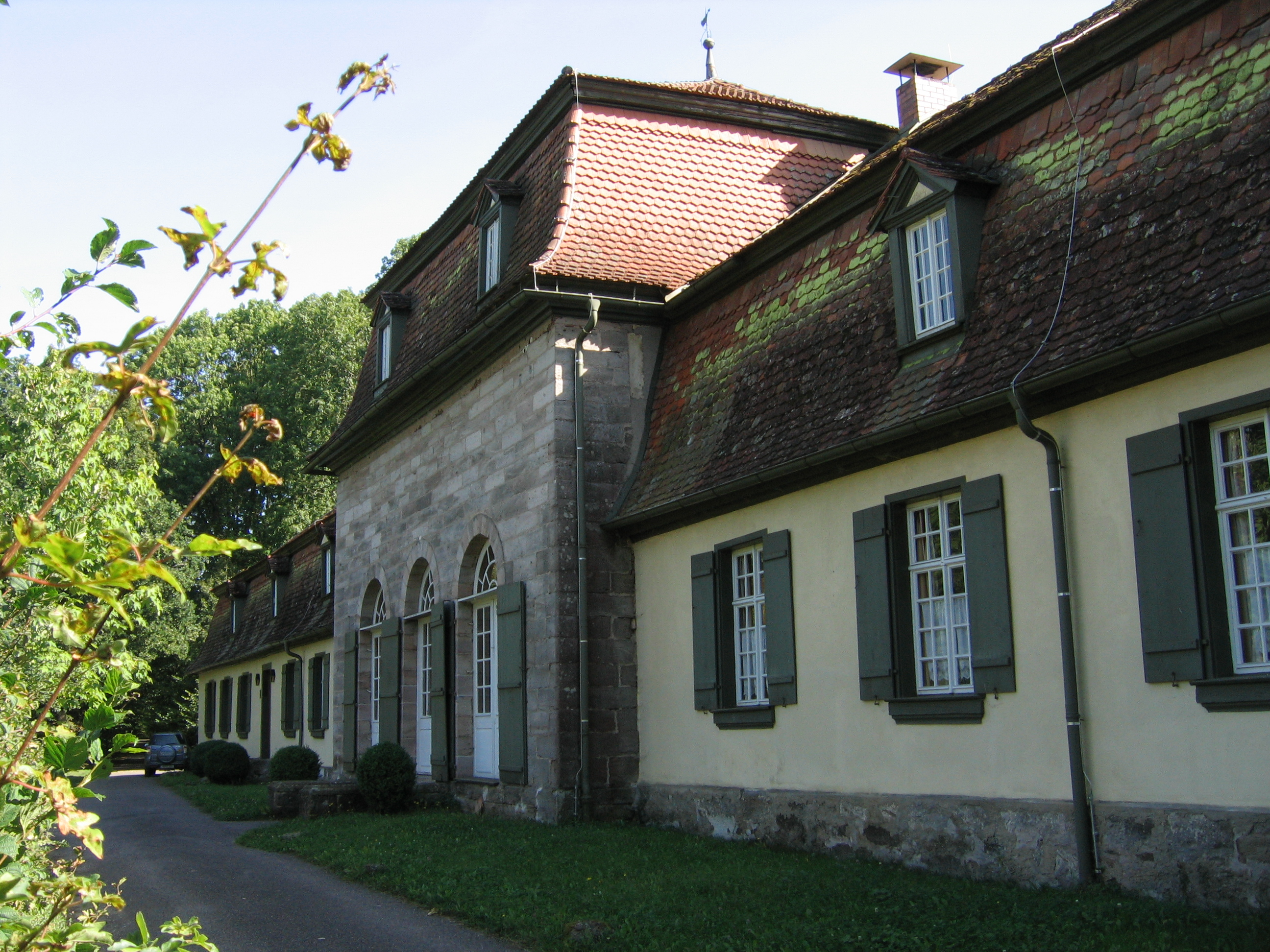
Markgrafenschloss

Schloss Wildbad (auch Markgrafenschloss)  ist ein kleines Schloss, das in der Gemeinde Burgbernheim im Landkreis Neustadt an der Aisch-Bad Windsheim (Mittelfranken, Bayern) im Gemeindeteil Wildbad steht.

## Geschichte
Auf einer terrassierten Anhöhe über diesem im Waldtal zusammengedrängten kleinen Ensemble hat der Markgraf C. F. Carl Alexander 1789 von Carl Christian Riedel ein kleines Schloss errichten lassen. Mit diesem Badeschloss reiht sich das Wildbad in die Gruppe der wenigen Badeorte ein, die ihren Ausbau des 18. Jahrhunderts noch erkennen lassen.

## Beschreibung
Das Baudenkmal ist Teil der Liste der Baudenkmäler in Burgbernheim (Akten-Nr. D-5-75-115-84). Die Beschreibung lautet:
Markgrafenschloss, Dreiflügelbau, 1789 von Carl Christian Riedel.
An einen dreiachsigen Mittelbau aus Stein  mit durchgehendem Saal schließt sich auf beiden Seiten jeweils ein langer, erdgeschossiger Flügel aus verputztem Fachwerk an.